# Bound (film din 1996)
Bound este un film thriller și de dragoste american din 1996 regizat de Lilly și Lana Wachowski. În rolurile principale joacă actorii Jennifer Tilly, Gina Gershon și Joe Pantoliano.

## Distribuție
- Gina Gershon ca Corky
- Jennifer Tilly ca Violet
- Joe Pantoliano ca Caesar
- Mary Mara ca Bartender
- Susie Bright ca Jesse
- Margaret Smith ca Woman Cop
- Barry Kivel ca Shelly
- Christopher Meloni ca Johnnie Marzzone
- John P. Ryan ca Mickey Malnato
- Peter Spellos ca Lou
- Ivan Kane ca Cop #1
- Kevin Michael Richardson ca Cop #2
- Richard C. Sarafian ca Gino Marzzone
- Gene Borkan ca Roy